# Kopalnia Węgla Kamiennego Bobrek-Piekary
Kopalnia Węgla Kamiennego Bobrek-Piekary – dwuruchowa kopalnia węgla kamiennego (Ruch Bobrek z siedzibą w Bytomiu przy ul. Konstytucji 76, ruch Piekary z siedzibą w Piekarach Śląskich przy ul. Generała Jerzego Ziętka 13), działająca od 15 grudnia 2015 roku.

## Historia

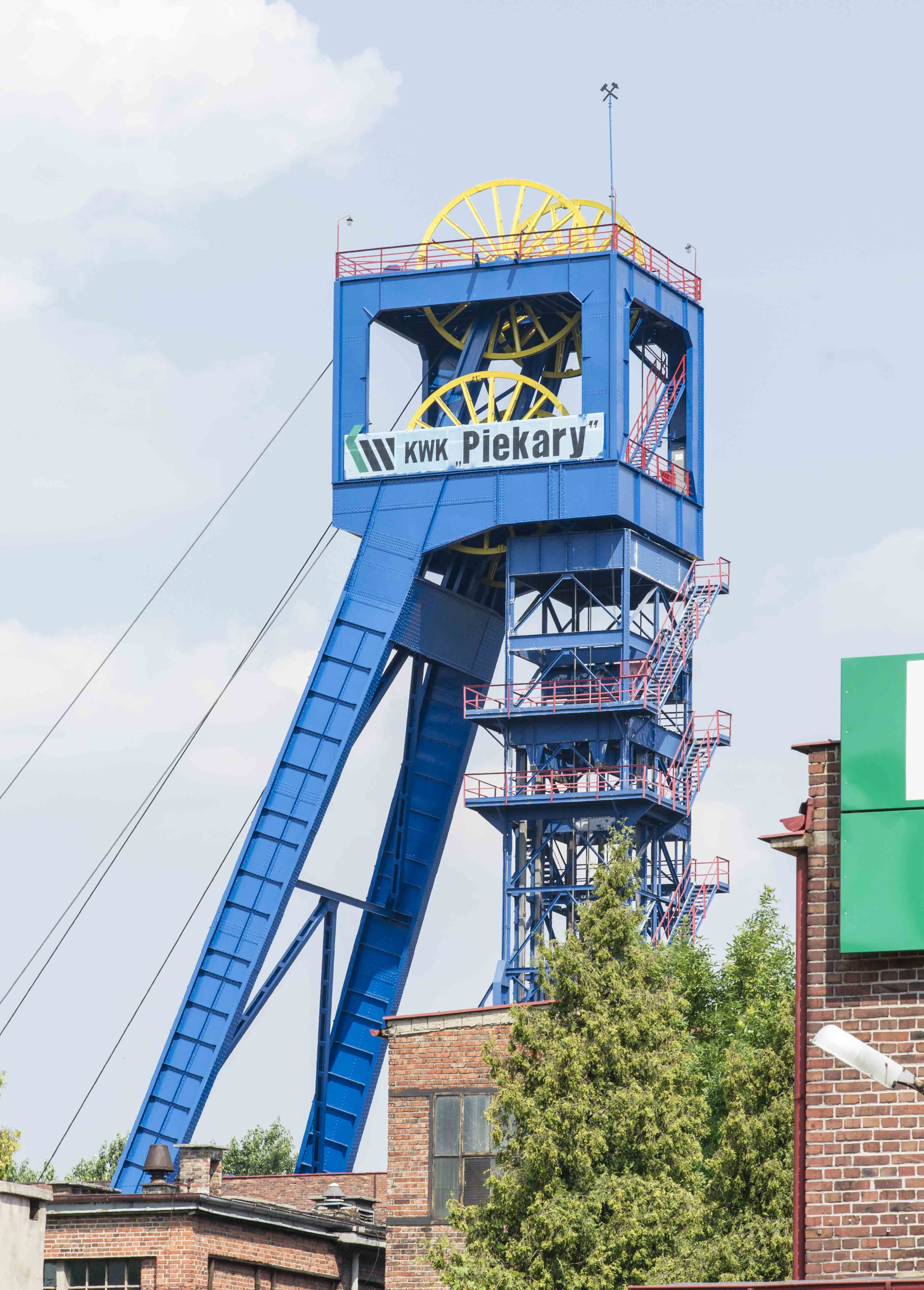
Ruch Piekary, wieża wyciągowa szybu I (2013)

Powstała 15 grudnia 2015 roku po połączeniu Kopalni Węgla Kamiennego Bobrek-Centrum oraz Kopalni Węgla Kamiennego Piekary. Właścicielem kopalni jest Węglokoks Kraj (zob. Węglokoks), który kupił wyżej wymienione kopalnie od Kompanii Węglowej.
Sztandarowym produktem kopalni jest Ekogroszek Skarbek, produkowany i paczkowany na obu ruchach kopalni. 31 stycznia 2020 roku z ruchu Piekary wyjechała symboliczna ostatnia tona węgla.
W zawiązku z negatywną opinią Komisji ds. zagrożeń naturalnych powołanej przez prezesa Wyższego Urzędu Górniczego 31.grudnia 2025 ruch Bobrek zostanie zamknięty, a od 2026 roku kopalnia będzie likwidowana.

## Ruch Bobrek
Szyby należące do ruchu Bobrek to:
- Józef
- Bolesław
- Zbigniew
- Ignacy[8]

## Ruch Piekary
Szyby należące do ruchu Piekary to:
- Julian I
- Julian II
- Julian IV
- Dołki[9]